# Glutelina
Las Glutelinas son proteínas, pertenecientes a la categoría de esferoproteínas (dada la forma esférica de la molécula), y se encuentran mayoritariamente en los cereales (trigo, avena, centeno, cebada).
Las glutelinas, no se dispersan uniformemente en toda la superficie del grano, sino que el 80% se condensa prácticamente en el endospermo junto con las prolaminas.
Las propiedades de cada tipo de cereal van a depender del porcentaje de estas proteínas en el grano, y de la manera en que estén distribuidas en el mismo.
Solo se producen en material vegetal.
Se trata de una proteína muy elástica, y en algunos casos, se han reportado alergias en determinadas personas causadas por la ingesta de gluten, el cual es una combinación de glutelinas y gliadinas con agua.
Las glutelinas son solubles en ácidos y bases diluidos, si bien han mostrado una mejor solubilidad a pH básicos, siendo óptima a pH 10.